# Aspret-Sarrat
Aspret-Sarrat è un comune francese di 149 abitanti situato nel dipartimento dell'Alta Garonna nella regione dell'Occitania.

## Società

### Evoluzione demografica
Abitanti censiti